# Jacob Muyser
Jacob Muyser (Muijser) (* 9. Mai 1896 in Den Haag; † 16. April 1956 in Rom) war ein katholischer Priester, Ordensmann und Liturgiewissenschaftler.

## Leben
Nach dem Studium, u. a. in Freiburg i. Ue., trat Muyser 1919 der katholischen Ordensgemeinschaft Société des Missions Africaines in Lyon bei, ging 1920 als Missionar nach Ägypten, wo er zugunsten und in der Koptisch-katholischen Kirche tätig wurde. Am 20. Februar 1921 empfing er die Priesterweihe. 1955–†1956 wirkte er in Rom. 
Sein Interesse galt besonders der koptischen Liturgie, für die er pastoral wie wissenschaftlich tätig wurde.

## Werke
- Maria's Heerlijkheid in Egypte. Een studie der Koptische Maria-literatur. Deel 1. Sint-Alfonsusdrukkerij, Leuven 1935, (mehr nicht erschienen).
- Des vases eucharistiques en verre. In: Bulletin de l'Association des Amis de l'Art Copte 3, 1937, S. 9–28.
- Le Samedi et le Dimanche dans l'église et la littérature coptes. In: Togo Mina: Le Martyre d'Apa Épima. Imprimerie Nationale - Boulâq, La Caire 1937, S. 89–111.
- Contribution à l’étude des listes épiscopales de l’Eglise Copte. In: Bulletin de la Société d'Archeólogie Copte 10 (1944) 115-176.
- Un premier essai d'étude sur les vraies valeurs de la prière du moine copte et de celle de son église d'après ce que nous possédons actuellement comme sources coptes les plus authentiques. In: Les Cahiers Carmélitaines 1, 1950, S. 84–107.
- Notes sur la discipline eucharistique dans l'église copte. In: XXXV Congreso Eucharistico Internacional. Sesiones de Estudio. Band 2. Barcelona 1952, S. 727–732.
- Où sont nos icônes? In: Les Cahiers Coptes 11, 1952, S. 23–34.